# ハピネス (2017年の映画)
『ハピネス』（Hapines）は、2017年初頭公開の日本映画。2016年台湾で開催された国際映画祭「高雄電影節」でワールドプレミアム上映され同年に韓国「釜山国際映画祭」でも上映された。主演は永瀬正敏 脚本・監督はSABU監督。SABUと永瀬正敏の国際派の2人がタッグを組み「ベネチア国際映画祭」カンヌ国際映画祭の出品を目指しスタートさせた。

## キャスト
神崎守
演 -永瀬正敏
田舎の国道にバスが止まり神崎が持ってきた箱を開け中から奇妙な形のヘルメットを取り出す。
井上
演 - 鈴木裕樹
石田努
演 - オラキオ
井上涼子
演 - 中島亜梨沙
神崎守の妻
演 - 梅沢昌代
その他
- 千葉哲也
- 久保酎吉
- 竹嶋康成
- 峯村リエ
- 奥田恵梨華
- 山本享
- 川連廣明